# Sylvie Lagarrigue
Sylvie Pascal-Lagarrigue, née Sylvie Lagarrigue le 13 avril 1960 au Mans, est une joueuse française de handball. Avec l'équipe de France, elle a été sélectionnée à 167 reprises dont plusieurs en tant que capitaine.

## Biographie
À seize ans, elle signe à l'UJLRS Le Mans, qui évoluait en Excellence Régionale. Elle participe alors à la progression du club qui accède à la Nationale II puis à la Nationale I en 1980. Le club manceau parvient à se maintenir au terme de sa première saison dans l'élite.
En 1981, elle est retenue par Jean-Paul Martinet, le nouveau sélectionneur de l'équipe de France, pour participer au Mondial B où elle joue tous les matchs, la France terminant dixième. Mais au terme de la saison 81/82, son club est relégué et elle rejoint alors le Stade français. Si le club évolue en Nationale II, le club est entraîné par Jean-Paul Martinet et se veut ambitieux, recrutant également Pascale Jacques et Isabelle Piel.
D'ailleurs, Lagarrigue et les Parisiennes sont Championnes de France de NII en 1983 puis Championnes de France de NI en 1984. La même année, elle obtient son CAPES et du même coup un poste d'enseignante dans la banlieue parisienne. 
Elle continue néanmoins le handball de haut niveau puisqu'elle réalise le doublé Championnat-Coupe de France en 1986 puis participe au Championnat du monde 1986, terminé à la 15e place. Elle remportera une seconde Coupe de France en 1987 et reste fidèle au club, mettant un terme à sa carrière en 1996.
En 2010, elle entre au conseil d’administration de la Fédération française de handball dont elle devient vice-présidente en 2017. Entre-temps, elle a été élue en 2015 présidente du Comité National d'Organisation de l'Euro 2018 féminin, premier championnat d’Europe organisé en France.

## Palmarès

### En club
- Vainqueur du Championnat de France (2) : 1984, 1986
  - Deuxième en 1987
- Vainqueur de la Coupe de France (2) : 1986, 1987
- Vainqueur du Championnat de France de 2e division (1) : 1983

### En équipe nationale
- 10e place au Championnat du monde B 1981
- 15e place au Championnat du monde 1986
- Médaille d'argent aux Jeux méditerranéens de 1987
- 2e place au Championnat du monde C 1988

### Distinctions individuelles
- deuxième meilleure buteuse du Championnat de France 1987-1988